# فیلمور (میزوری)
فیلمور (به انگلیسی: Fillmore) یک شهر در ایالات متحده آمریکا است که در شهرستان اندرو، میزوری واقع شده‌است. فیلمور ۰٫۳۶ کیلومتر مربع مساحت و ۱۸۴ نفر جمعیت دارد و ۲۸۸ متر بالاتر از سطح دریا قرار دارد.